# Paul-Gerhardt-Kirche (Dortmund)

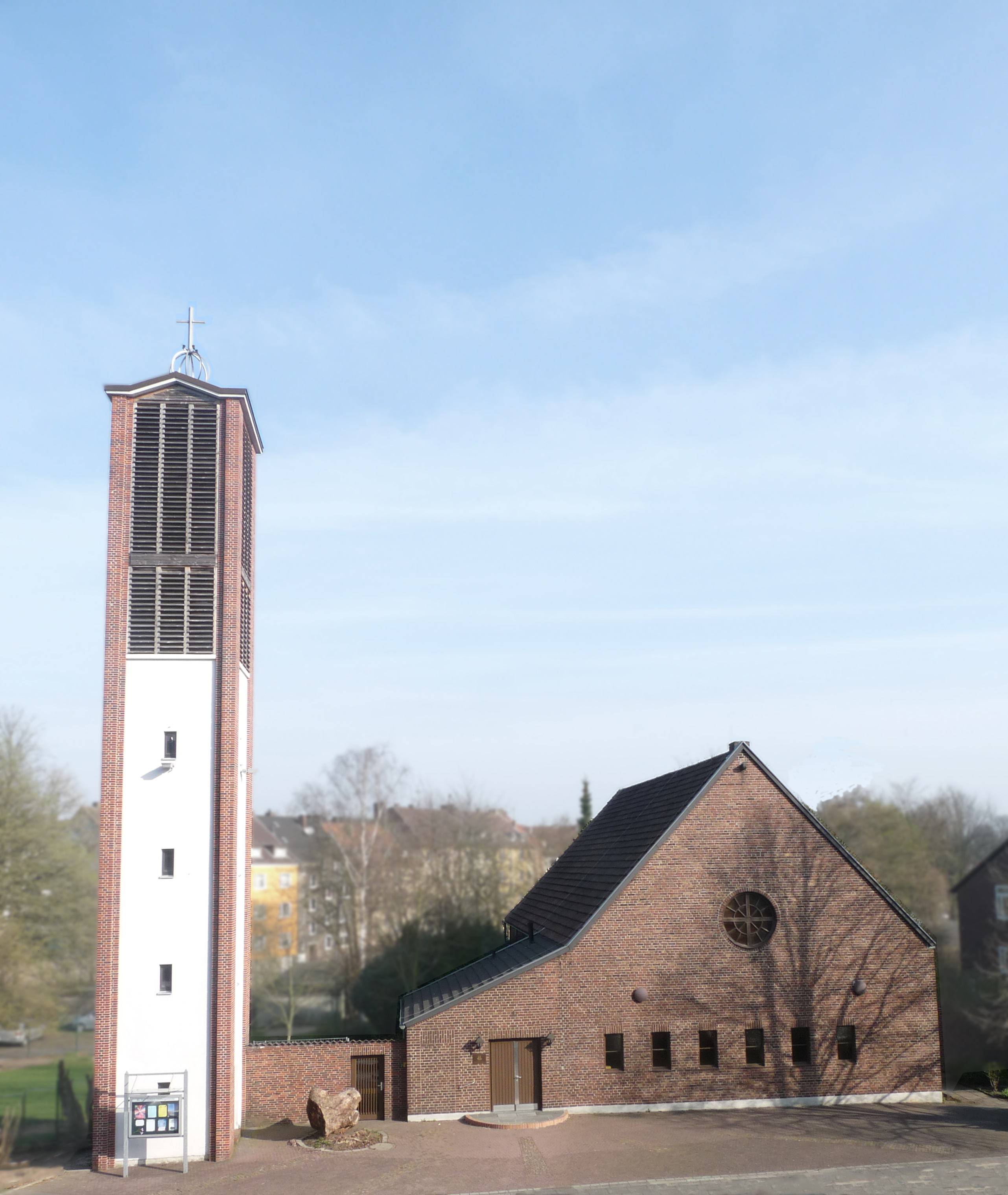
Paul-Gerhardt-Kirche

Die Paul-Gerhardt-Kirche ist eine evangelische Kirche im Dortmunder Stadtbezirk Innenstadt-Ost. Sie wurde zwischen 1948 und 1949 als Notkirche nach einem Entwurf von Otto Bartning errichtet und steht seit 2011 unter Denkmalschutz. Namenspatron ist der Kirchenlieddichter Paul Gerhardt. Die Evangelische Paul-Gerhardt-Kirchengemeinde, der die Kirche gehört, ist Teil der Evangelischen Kirche von Westfalen.

## Geschichte
Die seit dem 1. April 1948 eigenständige evangelische Paul-Gerhardt-Kirchengemeinde verfügte über kein eigenes Kirchengebäude und nutzte zunächst einen Saal in der Plauener Straße 17. In der noch von Kriegszerstörungen und materieller Not gekennzeichneten Nachkriegszeit gelang es der jungen Kirchengemeinde, in das sogenannte Notkirchenprogramm des Hilfswerks der Evangelischen Kirchen aufgenommen zu werden. Nach dem Entwurf des Architekten Otto Bartning erhielt die Dortmunder Gemeinde eine Notkirche Typ B mit polygonalen Altarraum. Im Herbst 1948 begannen die Bauarbeiten auf dem Grundstück Markgrafenstraße 123 (Ecke Ruhrallee). Nach dem Richtfest am 3. April 1949 verzögerte der Geldmangel der Gemeinde die weiteren Arbeiten. Schließlich weihte die Kirchengemeinde am 12. März 1950, am 343. Geburtstag des Namensgebers Paul Gerhardt, die Kirche mit einem feierlichen Gottesdienst ein. Im Jahr 1959 errichtete die Gemeinde einen Glockenturm neben der Kirche. Dieser beherbergt vier Bronzeglocken der Tonfolge b′-c"-es"-f". Die beiden kleinen Glocken stammen aus dem 16. Jahrhundert und sind die ältesten Glocken der Dortmunder Innenstadt. Die beiden großen Glocken stammen aus der Glockengießerei Rincker in Sinn.
Im Jahr 2011 wurden die Paul-Gerhardt-Kirche, der Turm, das Pfarrhaus und eine kleine Mauer, die Kirche und Pfarrhaus verbindet, als Baudenkmal in die Denkmalliste der Stadt Dortmund eingetragen.